# Stand with Hong Kong
Stand With Hong Kong, nome completo Fight for Freedom. Stand with Hong Kong,  è un movimento politico la cui finalità è tutelare il rispetto dei principi democratici e la libertà a Hong Kong. La totalità dei finanziamenti dell'organizzazione derivano dal crowdfunding. Stand with Hong Kong nasce come conseguenza alla volontà di promulgare, da parte del Partito comunista cinese, la legge sulla sicurezza nazionale.

## Logo
Il logo del movimento è rappresentato dal simbolo 人 trascritto cinque volte. In lingua cinese, 人 è traducibile come "persona" o "popolo" e la ripetizione di tale ideogramma, per cinque volte, vuole ricordare il numero delle principali richieste avanzate dai membri dell'organizzazione durante le proteste tenute nel 2019. Per gli ideatori del logo, gli ideogrammi sono collocati in maniera tale da ricordare due elementi caratteristici: un ombrello, simbolo delle proteste del 2019, oppure un fiore di bauhinia che è il simbolo della città.